# Равич (Лодзинське воєводство)
Равич (пол. Rawicz) — село в Польщі, у гміні Дружбиці Белхатовського повіту Лодзинського воєводства.
Населення — 189 осіб (2011).
У 1975-1998 роках село належало до Пйотрковського воєводства.

## Демографія
Демографічна структура станом на 31 березня 2011 року:
|          | Загалом | Допрацездатний вік | Працездатний вік | Постпрацездатний вік |
| -------- | ------- | ------------------ | ---------------- | -------------------- |
| Чоловіки | 96      | 18                 | 65               | 13                   |
| Жінки    | 93      | 16                 | 51               | 26                   |
| Разом    | 189     | 34                 | 116              | 39                   |